# Der Giftpilz
Der Giftpilz ("O Cogumelo Venenoso") é o título de um livro infantil em dezessete capítulos publicado por Julius Streicher, em 1938. Escrito por Ernst Ludwig Hiemer e ilustrado pelo cartunista/caricaturista alemão Fips (pseudônimo de Philipp Rupprecht), o Cogumelo Venenoso foi um dos livros de texto adotados nas escolas alemãs como propaganda antissemita que resultou no holocausto judeu.
Seu teor altamente agressivo e racista pode ser medido por algumas de suas frases, como:
- "Do mesmo modo que cogumelos venenosos levam a uma terrível calamidade, o judeu é a causa da miséria, sofrimento, falta de saúde e morte” (do capítulo 1, O Cogumelo Venenoso).

- “Eles se disfarçam, tentam ser amigáveis, afirmando mil vezes suas boas intenções para conosco. Mas não se deve acreditar neles. Judeus eles são e judeus eles serão. Para nosso povo, eles são venenosos” (do capítulo 1, O Cogumelo Venenoso).

- “Os gentios foram criados para servir os judeus. Devem arar, semear, capinar, cavar, colher, regar e moer. Os judeus foram criados para encontrar tudo pronto” (do capítulo 4, O que é o Talmud?).

- “Não se deve negociar nada com um judeu. O judeu sempre nos trapaceará e tomará todas nossas posses. Todo camponês deve se lembrar disso.” (do capítulo 6, Como um camponês alemão foi expulso de sua casa e fazenda).

- “Eu recebia somente pequenos salários e tinha que trabalhar de manhã cedo até tarde da noite, sem ter quase nada para comer. Os judeus me tratavam como um cachorro e sempre me insultavam” (do capítulo 10, Como o judeu trata seus empregados).

- “Os judeus são um povo criminoso. Com a mesma brutalidade e sede de sangue com que eles matam animais, também matam seres humanos. (…) Desde o princípio os judeus foram um povo assassino. São como demônios na forma humana” (do capítulo 12, Como os judeus torturam os animais).

- “Por esse homem conhecer os judeus, por contar essa verdade para o mundo, ele tinha que morrer. Então os judeus o assassinaram. Então cravaram pregos em suas mãos e pés, deixando-o sangrar lentamente. Dessa maneira horrível os judeus tiveram sua vingança. E de modo muito parecido eles mataram muitos outros que tiveram a coragem de dizer a verdade sobre os judeus” (do capítulo 13, O que Cristo disse sobre os judeus?).

- “Os judeus não são como nós. Os judeus são como demônios, e demônios não têm senso de honra, tratam apenas de maldades e crimes” (do capítulo 14, O dinheiro é o deus dos judeus)”[1].